# Brulino-Oprawczyki
Oprawczyki, właściwie Brulino-Oprawczyki, nieistniejąca wieś, tworząca dawniej tzw. okolicę szlachecką Brulino. Pod koniec wieku XIX w powiecie ostrowskim, gmina Szulborze-Koty, parafia Czyżewo. Okolicę tworzyły:
- wieś i folwark Brulino-Koski
- Brulino-Oprawczyki, 3 domy i 28 mieszkańców
- Brulino-Lipskie, 67 mieszkańców
- Brulino-Piwki, 6 domów i 51 mieszkańców
- Brulino-Storozumy[1]